# Paolo Beschi
Paolo Beschi (ur. w 1953 w Brescii) – włoski wiolonczelista, specjalizujący się w wykonaniach muzyki dawnej.
Uczył się gry na wiolonczeli w swoim rodzinnym mieście, specjalizując się następnie w grze na wiolonczeli barokowej. Wykładał w Conservatorio di Musica Giuseppe Verdi w Como. Na stałe współpracuje z Il Giardino Armonico, gra także w trio La Gaia Scienza.
Wydał m.in. solowy album z nagraniami suit wiolonczelowych Jana Sebastiana Bacha.

## Dyskografia
- 1998 – Bach: Violincello Solo Suites I-VI; Winter&Winter 910 028-2